# Cees Priem
Cornelis Johannes „Cees“ Priem (* 27. Oktober 1950 in Ovezande) ist ein ehemaliger niederländischer Radrennfahrer und ehemaliger Sportlicher Leiter.

## Rennfahrer
Schon als Amateur, von 1967 bis 1973, war Cees Priem bei zahlreichen kleineren Rennen in den Niederlanden erfolgreich. 1970 gewann er die Acht van Chaam, 1971 die Olympia’s Tour. 1972 nahm er an den Olympischen Spielen in München teil und wurde Zwölfter im Straßenrennen. Im Mannschaftszeitfahren wurde sein Team disqualifiziert. Im britischen Milk Race belegte er den 5. Rang und gewann eine Etappe.
Auch als Profi gelangen ihm viele Erfolge bei kleineren Rennen sowie Etappensiege, der ganz große Durchbruch blieb aber aus. 1975 wurde er Niederländischer Meister im Straßenrennen. 1978 siegte er im Grote Prijs Stad Sint-Niklaas. 1980 gewann er die Coppa Agostoni und 1983 die Drei Tage von De Panne. 1984 probierte er sich als Steher auf der Bahn und wurde Dritter der nationalen Meisterschaft. Er fuhr u. a. für das Team TI-Raleigh gemeinsam mit Joop Zoetemelk und Dietrich Thurau. Fünfmal startete er bei der Tour de France, konnte zweimal eine Etappe (1975, 1980) gewinnen, fuhr die Tour jedoch nie zu Ende.

## Sportlicher Leiter
Nach dem Ende seiner aktiven Laufbahn als Rennfahrer war Cees Priem von 1987 bis 1998 Sportlicher Leiter des Teams TVM-Farm Frites. Im Rahmen der Doping-Affäre bei der Tour de France 1998 wurde er von der französischen Justiz verhaftet und als Hauptverantwortlicher für das Doping bei TVM zu 18 Monaten Haft und 80.000 Schweizer Francs Strafe verurteilt. Im Wagen des Teams, das versucht hatte, sich in die Schweiz abzusetzen, waren verschiedene Dopingmittel gefunden worden. Im Jahr 2014 gaben die beiden ehemaligen TVM Fahrer Jeroen Blijlevens und Bart Voskamp zu, unter anderem für die Epo-Ampullen verantwortlich gewesen zu sein. Beide gaben außerdem an, dass Teamleiter Priem davon nichts gewusst habe und in Frankreich zu Unrecht verurteilt worden sei. Priem selbst kommentierte diese Angaben mit den Worten: „Besser spät als nie.“
Drei Monate vor dem Doping-Vorfall im Jahre 1998 hatte Priem den Rennfahrer Scott Sunderland aus seinem eigenen Team beim Amstel Gold Race versehentlich mit seinem Begleitfahrzeug angefahren. Sunderland beklagte sich darüber, dass Priem sich nur oberflächlich bei ihm entschuldigt hätte; der Sportliche Leiter musste dem Fahrer hohen Schadenersatz zahlen.

## Privates
Priem stammt aus Zeeland und ist wie sein Vater gelernter Zimmermann von Beruf. Er lebt heute nahe seinem Geburtsort Ovezande in Wemeldinge.